# Nemastoma riparium
Nemastoma riparium is een hooiwagen uit de familie aardhooiwagens (Nemastomatidae). Het werd een junior subjectief synoniem van Paranemastoma radewi (Roewer, 1926) in Komposch & Gruber (2004). Na 2023 de geldige combinatie is Paranemastoma radewi (Roewer, 1926).